# Antiozonante
Um antiozonante ou anti-ozonante é um composto químico que previne ou atrasa a degradação dos materiais causada pelo gás do ozono presente na atmosfera. Os antiozonantes são usados como aditivos em plásticos ou borracha, sobretudo no fabrico de pneus.
Entre os antiozonantes mais comuns destacam-se:
- Ceras de parafina que formam uma barreira à superfície;
- P-fenilenodiaminas como a 6PPP (N-(1,3-dimethylbutyl)-N'-phenyl-p-phenylenediamine)[1] ou a IPPD (N-isopropyl-N'-phenyl-p-phenylenediamine)[2]
- Diureia de etileno (EDU)